# Амук
Амук, або Амукська долина (араб. الأعماق Аль-'maq) — долина, розташована у південній частині Туреччини, в провінції Хатай, недалеко від міста Антак'я (Антіохія на Оронті).

## Археологічні пам'ятки
Амук відома цілим рядом археологічних пам'яток на «рівнину Антіохії».
Основні археологічні комплекси: Телль аль-Джудаїда, Чатал-Гююк (Амук) (не плутати з Чатал-Гююк в Анатолії), Тель-Таїнат, Тель-Кюрдю, Алалах, і Тель-Дахаб.
Тель-Джудаїда було обстежено Робертом Брейдвудом й розкопано К. МакІваном Східного інституту Університету Чикаго в 1930-х роках.

## Ісламська есхатологія
За ісламською есхатологією, разом з містом Дабік у північно-західній Сирії, вважається одним з майбутніх місць битви Армагеддон.
Абу Хурайра, а товариш на пророка Мухаммеда, повідомляється в хадисі, що Пророк сказав:
|  | Остання Година не прийде до римської землі у аль-Амаці або у Дабіці. Військо складене з найкращих чоловіків землі тогог часу прийдуть з Медіни (протистояти ім). |

Ісламські вчені й хадиські коментатори припускають, що слово римлянами відноситься до християн. Ця хадиса відноситься до наступної мусульманської перемоги, після мирного захоплення Константинополя з викликами такбір й тасбіх, й, нарешті, поразки антихриста після повернення й зішестя Ісуса Христа. Інші хадиси стосуються появи Імама Махді безпосередньо перед другим пришестям Ісуса.